# Liam Pullen
Liam Pullen (Inglaterra, 11 de julio de 2005) es un jugador de snooker inglés.

## Biografía
Nació en Inglaterra en 2005. Es jugador profesional de snooker desde 2023. No se ha proclamado campeón de ningún torneo de ranking, y su mayor logro hasta la fecha fue alcanzar los treintaidosavos de final del Abierto de Inglaterra de 2023. Tampoco ha logrado hilar ninguna tacada máxima, y la más alta de su carrera está en 113.